# Протестантизм в КНДР

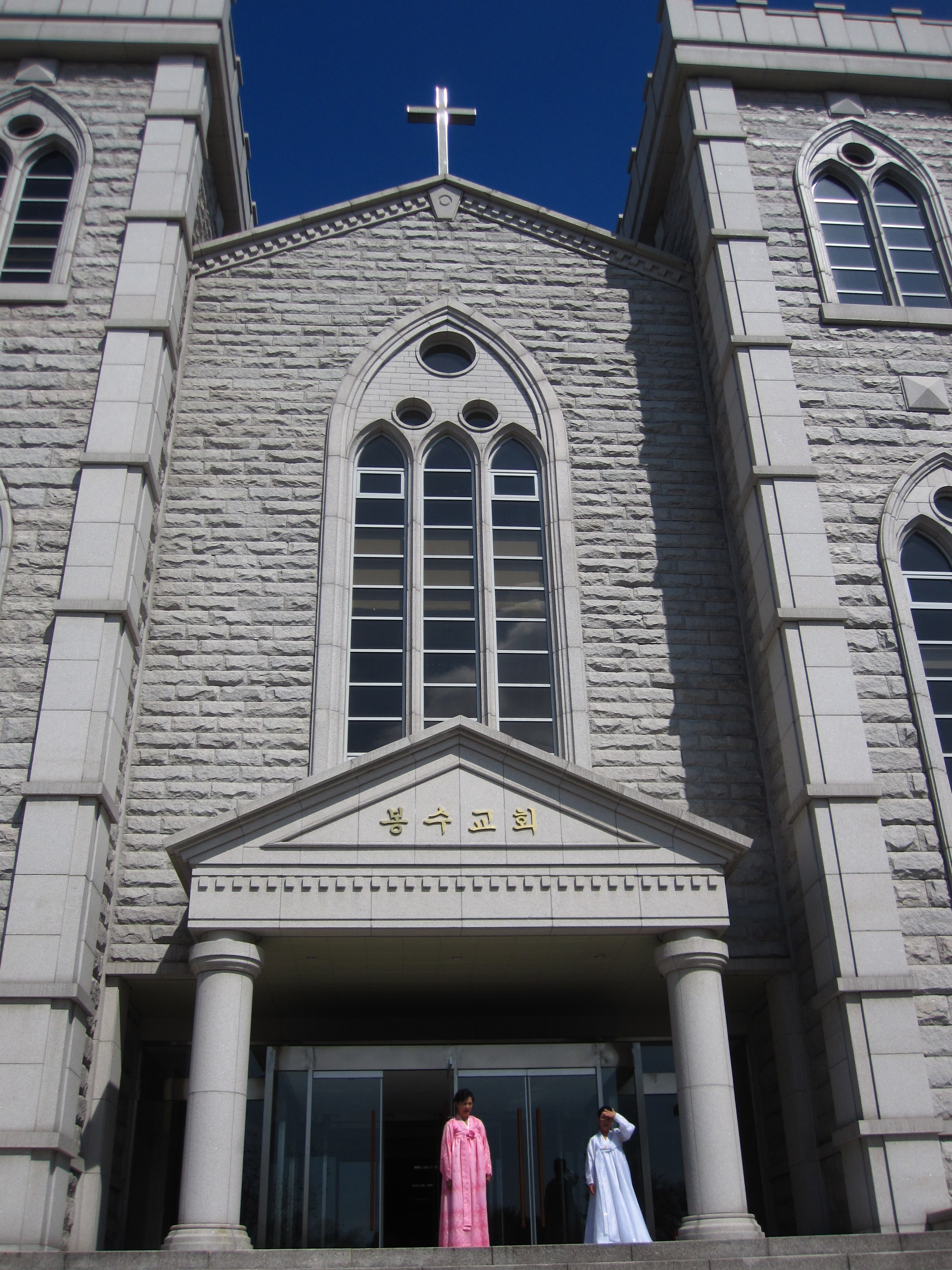
Погсусская христианская церковь в Пхеньяне, входящая в Корейскую христианскую федерацию

Протестантизм в Корейской Народно-Демократической Республике — крупнейшее направление христианства в стране. По данным исследовательского центра Pew Research Center в 2010 году в КНДР проживало 440 тысяч протестантов, которые составляли 1,8 % населения этой страны. При этом, большинство северокорейских протестантов являются прихожанами подпольных общин (т. н. «криптохристиане»). Единственным протестантским союзом, действующим в стране легально, является подконтрольная правительству Корейская христианская федерация.
По этнической принадлежности большинство протестантов в этом моноэтническом государстве — корейцы. Христиане-протестанты имеются и среди живущих в стране китайцев. Протестантами также являются некоторые иностранцы — сотрудники дипмиссий и иностранных представительств.

## Исторический обзор

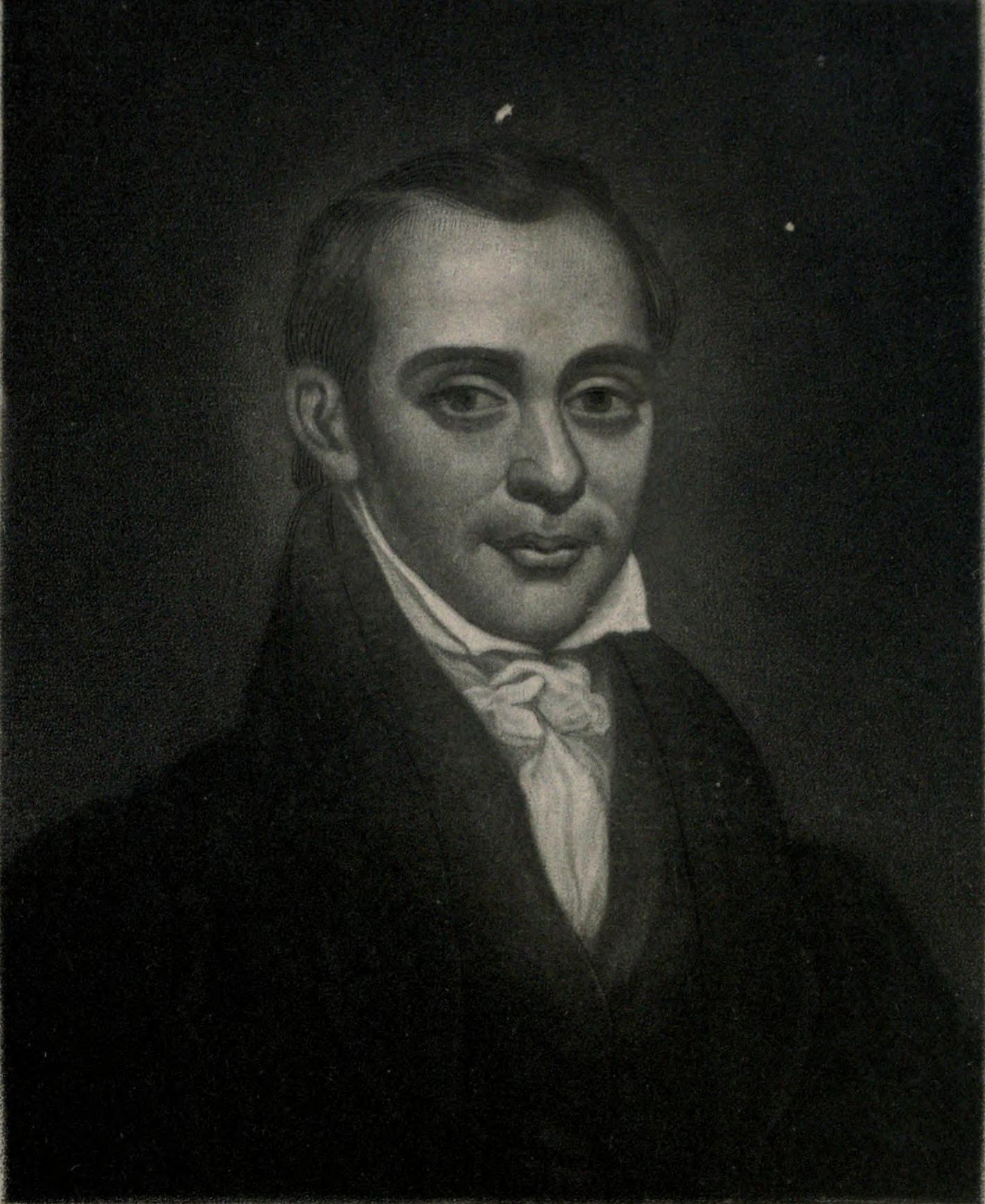
Карл Гюцлаф был первым протестантским миссионером на Корейском полуострове

Первым протестантским миссионером на Корейском полуострове был Карл Гюцлаф, посетивший этот регион в 1832 году. Второй протестант — Роберт Томас прибыл в Корею лишь в 1866 году. По прибытии в страну Томас, вместе с экипажем судна «Генерал Шерман», был захвачен в плен и казнён на берегу реки в Пхеньяне разъярённой толпой. Перед смертью миссионер сумел выбросить за борт несколько Библий на китайском языке, которые были подобраны местными жителями. С этими Библиями позже свяжут начавшееся в стране христианское пробуждение.
Широкая протестантская проповедь была начата после подписания договора между Кореей и американским правительством в 1882 году. Решающую роль в распространении протестантизма сыграли американские миссионеры, первый из которых, пресвитерианин Горацио Аллен, прибыл в Сеул в 1884 году. Чуть позже, активную деятельность в стране развернули методисты. В 1907 году, под влиянием Уэльского пробуждения, на Корейском полуострове началось широкое религиозное пробуждение.
К 1945 году на территории нынешней КНДР насчитывалось 3 тыс. протестантских общин, членами которых были 250—300 тыс. человек. В Пхеньяне, которого именовали «азиатским Иерусалимом», христиане составляли около трети населения. На севере Корейского полуострова действовали различные протестантские конфессии — пресвитериане, англикане, методисты, баптисты, адвентисты и др.
После прихода к власти Временного правительства во главе с Ким Ир Сеном было начато полномасштабное преследование христиан. Пытаясь поставить протестантов под контроль, северокорейские власти разрешили создать в 1946 году союз протестантских общин — Корейскую христианскую федерацию. В ходе Корейской войны ок. 2 млн человек бежали с севера страны на юг, либо навсегда покинули Корейский полуостров. Среди них значительное число составляли протестанты. Оставшиеся на севере протестантские лидеры вскоре были репрессированы. Деятельность Корейской христианской федерации фактически прекратилась к концу 1950-х годов.
В 1960-х годах в Северной Корее не существовало ни одной официально действующей религиозной организации, а сама страна позиционировала себя, как первое в мире безрелигиозное государство. Тем не менее, продолжавшаяся в стране широкая антирелигиозная пропаганда косвенно свидетельствовала о наличии в КНДР подпольной религиозной жизни.
В 1974 году власти КНДР возродили Корейскую христианскую федерацию. В 1988 году в Пхеньяне была открыта первая протестантская церковь — Погсусская христианская церковь. Позже в столице появился ещё один протестантский приход — Чхильгорская церковь, посвящённая памяти матери Ким Ир Сена, которая была диаконисой пресвитерианской церкви. В середине 1990-х годов Корейская христианская федерация сообщала о 10 тыс. протестантах в стране.

## Современное состояние

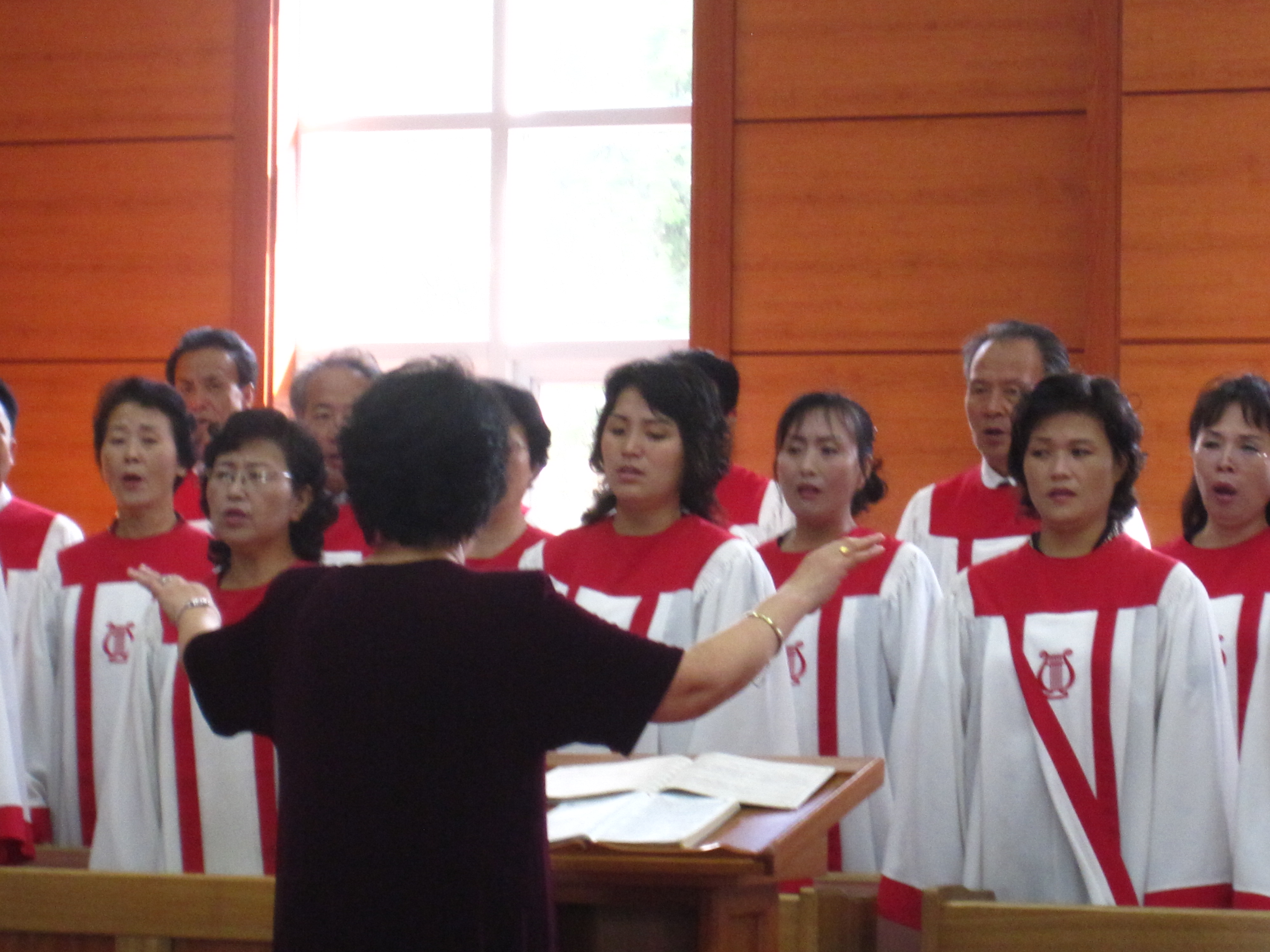
Хор на богослужении в Погсусской христианской церкви

В 1990-х годах, во время голода, Северная Корея ослабила пограничный контроль, что позволило тысячам северокорейских граждан перебираться на заработки в Китай. Здесь многие из них получили гуманитарную помощь и приют в многочисленных христианских миссиях; некоторые позже были обращены в христианство и прошли ускоренные миссионерские курсы. В это же время протестантским организациям удалось переправить в Северную Корею Библии и другую христианскую литературу. Эти факторы вызвали значительный рост подпольных христианских церквей. По оценкам издания «Операция Мир» в 2000 году в Северной Корее действовали 5 тыс. нелегальных протестантских общин, прихожанами которых были 350 тыс. верующих.
Правительство Северной Кореи признаёт лишь одну протестантскую организацию — Корейскую христианскую федерацию. Согласно правительственному докладу, представленному Комитету по правам человека ООН в июле 2002 года, членами Корейской христианской федерации являются 12 тыс. протестантов; организации принадлежат 2 протестантских храма (Погсусский и Чхильгорский), а также сеть из 500 домашних центров поклонения. По широко распространённому мнению, деятельность Корейской христианской федерации служит пропагандистским целям и жёстко контролируется спецслужбами. При этом, посещение протестантских храмов часто входит в программу визита иностранных делегаций. В 1992 и 1994 годах в Погсусской церкви проповедовал известный американский проповедник Билли Грэм; в 2008 году ту же церковь посетил его сын Франклин Грэм.
Достоверных данных относительно деятельности подпольных протестантских групп не существует. Считается, что большинство из них в вероучении и богослужебной практике являются пятидесятническими. В «Атласе пятидесятничества» указано, что в 2010 году пятидесятники составляли 78 % всех северокорейских христиан. В стране также действуют 26 адвентистских общин, членами которых являются 866 человек (2011 год). Служение «катакомбных» церквей воспринимается северокорейскими властями как серьёзная угроза государству; северокорейские спецслужбы продолжают активную работу против криптохристиан.